# Nancy Grace Roman
Nancy Grace Roman (Nashville, 16 de maio de 1925 – Germantown, 25 de dezembro de 2018) foi uma astrônoma estadunidense, a primeira executiva mulher da NASA. 
Conhecida como a "mãe do telescópio Hubble", por seu papel no desenvolvimento do projeto do telescópio, Nancy foi uma ativa palestrante e educadora ao longo da carreira, lutando por mais mulheres na ciência.

## Biografia
Nancy nasceu em Nashville, no Tennessee, em 1925, filha da professora de música Georgia Smith Roman e do geofísico Irwin Roman. Devido ao trabalho de seu pai, a família se mudou para Oklahoma após o nascimento de Nancy, mudando-se depois para Houston, Nova Jersey, e Michigan. Após 1955 Nancy começou a viver em Washington, DC.   Nancy considerava seus pais como as maiores influências para seu interesse em ciência. Além do trabalho, Nancy gostava de ler e de ir a concertos, além de ser ativa na Associação Americana de Mulheres Universitárias, uma associação criada em 1881, sem fins lucrativos, que busca avanços para as mulheres nas áreas de ciência e tecnologia.

## Educação
Aos onze anos Nancy mostrou seu interesse em astronomia ao formar um clube, onde ela e seus colegas de classe aprendiam sobre as constelações, lendo livros sobre o tema uma vez por semana. Mesmo desencorajada por aqueles que a rodeavam, Nancy sabia, já no ensino médio, que deveria seguir carreira na área. Estudou na Western High School, em Baltimore onde participou de um programa para acelerar os estudos, tendo se formado em três anos no ensino médio, em vez de quatro.
Roman estudou no Swarthmore College, em 1946, onde recebeu o bacharelado em Astronomia, trabalhando no Observatório Sproul enquanto estudava. Obteve depois seu PhD na mesma área pela Universidade de Chicago, em 1949. Permaneceu na mesma instituição por mais seis anos, trabalhando no Observatório Yerkes, indo algumas vezes para o Observatório McDonald, no Texas, trabalhar em associação com W.W. Morgan. Como a sua posição na pesquisa não era permanente, Nancy se tornou técnica do observatório e depois professora assistente.
Nancy acabou por deixar o trabalho na universidade devido à dificuldade de conseguir estabilidade na área de pesquisa, por ser mulher. Assim, continuou a trabalhar no Swarthmore College de 1980 a 1988.

## Carreira

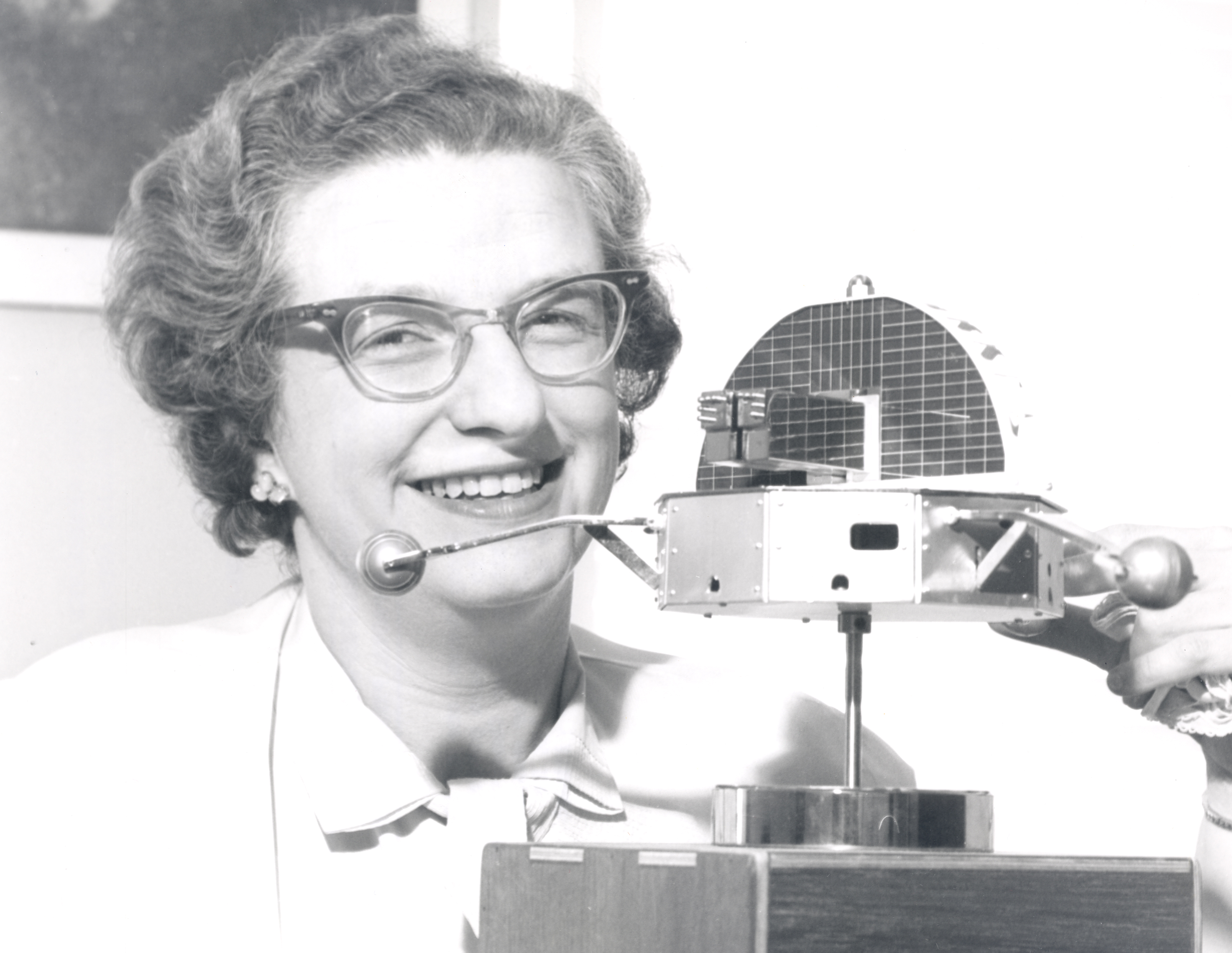
Nancy Roman com um modelo do Orbiting Solar Observatory

Após deixar o Observatório Yerkes, Nancy foi para o Laboratório de Pesquisa Naval dos Estados Unidos trabalhar no programa de radioastronomia. Seu trabalho incluía o uso de fontes espectrais não-termais de rádio e trabalho geodésico. Tornou-se, posteriormente, chefe de espectroscopia rotacional ou espectroscopia de microondas.

### NASA
Em uma palestra de Harry Urey, Nancy foi abordada por Jack Clark, que perguntou se conhecia alguém interessado em criar um programa de astronomia espacial na NASA. Nancy se candidatou, tendo sido aceita para a vaga. Foi a primeira mulher chefe de Astronomia do escritório de ciência espacial da NASA, sendo uma das que estabeleceram o programa e a primeira mulher a ter uma posição executiva na agência espacial.
Parte de seu trabalho consistia em viajar pelo país e discursar em departamentos de astronomia, onde falava sobre o programa ainda em desenvolvimento. Nancy também viajava para encontrar os astrônomos que precisava para o novo programa.
Foi chefe de astronomia e física solar da NASA de 1961 a 1963, tendo várias posições dentro da NASA, incluindo a de chefe da astronomia e de Teoria da Relatividade.
Durante seu trabalho na NASA, Nancy desenvolveu e orçou diversos programas da agência, tendo organizado toda a sua parte científica. Esteve envolvida no lançamento de três Orbiting Solar Observatory e três pequenos satélites astronômicos, que usavam ultravioleta e raios-X para analisar o Sol, o céu e o espaço. Supervisionou os lançamentos de outros OSOs com tecnológica óptica e ultravioleta, trabalhando com Dixon Ashworth, além de vários satélites geodésicos. Também planejou outros programas de menor extensão, como o HEAO-1, programas de foguetes astronômicos, programas de medição do desvio da gravidade relativa, além de vários experimentos do Spacelab, Projeto Gemini, Programa Apollo e Skylab. Nancy trabalhou com Jack Holtz no Small Astronomy Satellite e com Don Burrowbridge, no programa do telescópio espacial.
O último programa estabelecido por Nancy e onde esteve mais envolvida foi o do Hubble. Desde os primeiros planos até as especificidades da estrutura do programa, Nancy esteve envolvida em tudo, o que lhe rendeu o apelido de "mãe do telescópio Hubble". O astrônomo chefe da NASA, que trabalhou com ela na agência, foi o responsável pelo apelido. Ed Weiler costuma reforçar a importância de Nancy, geralmente esquecida pela nova geração de astrônomos:
| “ | Infelizmente, a história está, em grande parte esquecida hoje, na era da internet, mas foi Nancy, antes da Internet, do Google, do email e de todo o resto que conseguiu vender a ideia do telescópio, contratou astronômicos e convenceu o Congresso a financiá-lo. | ” |

Nancy trabalhou na NASA durante 21 anos. Até 1997 continuou a trabalhar para empresas fornecedoras do Goddard Space Flight Center. Foi consultora da ORI, Inc. de 1980 até 1988.

### Mulher na ciência
Nancy enfrentou vários problemas por ser mulher na ciência, como muitas outras. Foi desencorajada de ir para a área da astronomia por colegas e conhecidos, e foi uma das primeiras e poucas mulheres a trabalhar na NASA na época, sendo a única mulher em uma posição executiva. Nancy participou de vários cursos em Michigan sobre como ser mulher em posições de administração e chefia. No entanto, em uma entrevista em 1980, Nancy afirmou que eram insatisfatórios na forma como se dirigiam às mulheres e como tratavam de seus interesses e problemas na área.

### Pesquisa e publicações
Uma de suas primeiras publicações foi em 1955, depois de trabalhar nos observatórios Yerkes e McDonald, no Astrophysical Journal: Supplemental Series. Era um catálogo de estrelas super rápidas, no qual documentou novos "tipos de espectros de magnitude fotoelétrica e de cor e as paralaxes espectroscópicas de cerca de 600 estrelas super rápidas".
Em 1959 escreveu um artigo sobre a detecção de exoplanetas. Descobriu que estrelas compostas de hidrogênio e hélio se movem mais rápido do que estrelas compostas de elementos mais pesados. Nancy também descobriu que nem todas as estrelas que possuem características entre si têm a mesma idade. Isso foi provado ao comparar as linhas de hidrogênio no espectro de baixa dispersão em estrelas. Ela notou que estrelas com as linhas mais fortes moviam-se mais próximo do centro da Via-Láctea e que as outras estrelas tinham padrões mais elípticos nos planos da galáxia. Também pesquisou e publicou a respeito das constelações e como localizá-las a partir de sua posições na época para explicar suas descobertas. Escreveu também um artigo sobre o grupo da Ursa Maior para sua tese.

## Morte
Nancy morreu em 25 de dezembro de 2018, em Nashville, depois de uma prolongada doença, aos 93 anos.

## Prêmios
- Federal Woman’s Award-1962[5]
- Uma das 100 Jovens Mais Importantes,  Revista Life - 1962[8]
- Prêmio de Excelência Científica da NASA-1969
- William Randolph Lovelace II, American Astronaut Association-1980[5]
- Doutora honorária dos Russell Sage College, Hood College, Bates College e Swarthmore College
- O asteroide 2516 Roman foi nomeado assim em sua homenagem
- A Sociedade Nancy Grace Roman de Tecnologia em Astrofísica, da NASA recebeu seu nome.[15]